# خليلو فاديغا
خليلو فاديغا (بالفرنسية: Khalilou Fadiga)‏، من مواليد 30 ديسمبر 1974 في داكار في السنغال، لاعب كرة قدم سنغالي.
و قد بدأ باللعب مع منتخب السنغال لكرة القدم في عام 2001.

## روابط خارجية
- خليلو فاديغا على موقع الاتحاد الدولي (مؤرشف)  (الإنجليزية)
- خليلو فاديغا على موقع رابطة كرة القدم الفرنسية للمحترفين (الإنجليزية)
- خليلو فاديغا على موقع قاعدة بيانات كرة القدم.إي يو (الإنجليزية)
- خليلو فاديغا على موقع ليكيب (الفرنسية)
- خليلو فاديغا على موقع ناشيونال فوتبول تيمز (الإنجليزية)
- خليلو فاديغا على موقع عالم كرة القدم.نت (الإنجليزية)
- خليلو فاديغا على موقع كووورة